# Philip Sidney

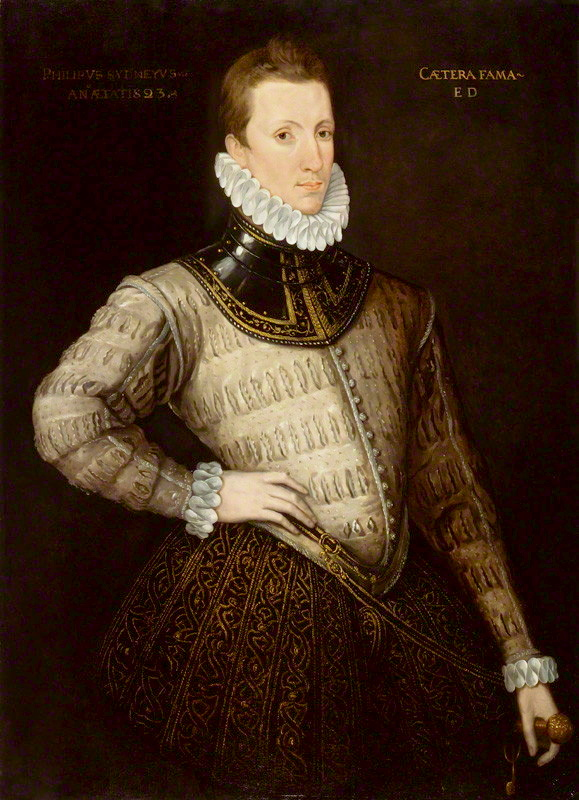
Sir Philip Sidney (1554-1586)

Philip Sidney (Penshurst (Kent), 30 november 1554 – Arnhem, 17 oktober 1586) was een prominent figuur in Engeland ten tijde van Elizabeth I. Hij was een bekende aristocraat, diplomaat, mecenas en dichter. Hij leeft voort in zijn beroemd geworden sonnetten. Na zijn dood ontstond een ware cultus rond deze "volmaakte hoveling".

## Jeugd
Sidney werd geboren in het kasteel van Penshurst in het graafschap Kent als oudste zoon van Sir Henry Sidney en Lady Mary Dudley. Zijn moeder was de dochter van John Dudley, hertog van Northumberland, en een zus van Robert Dudley, graaf van Leicester. Zijn jongere zus Mary Sidney trouwde met Henry Herbert, 2e graaf van Pembroke. Sidney droeg zijn langste werk, Arcadia, later aan haar op.

## Studie en reizen
Philip kreeg huisonderwijs van zijn moeder tot hij oud genoeg was voor Shrewsbury School. Daarna ging hij naar Christ Church College in Oxford, waar hij niet afstudeerde. In 1571 verliet hij de universiteit, en een jaar later vertrok hij met zijn oom, de graaf van Leicester, naar Europa. Hij bezocht Frankrijk, Oostenrijk en Italië op een 'grand tour'. In Wenen maakte hij kennis met Charles de l'Ecluse (Carolus Clusius), de botanicus. In Venetië ontmoette hij Veronese, Giordano Bruno en Tintoretto. Na zijn terugkeer bracht hij een bezoek aan zijn vader in Ierland. Terug in Engeland ontmoette hij in 1576 de graaf van Essex en diens dochter Penelope, die de muze werd voor zijn Astrophel and Stella, een serie liefdesgedichten die wordt gerekend tot de beste van de Engelse sonnettenseries.

## Alchemie
Volgens zijn biograaf en tijdgenoot Thomas Moffett bezocht Sidney in de jaren 1570 regelmatig het huis van John Dee in Mortlake, waar hij samen met Edward Dyer onderricht kreeg in alchemie en verwante occulte wetenschappen.

## Carrière
Sidney ontwikkelde zich tot een geliefde hoveling, en verschillende diplomatieke missies werden hem toevertrouwd. Hij bezocht tevergeefs Heidelberg om de mogelijkheden van een protestants bondgenootschap te onderzoeken. In 1578 schreef hij een 'masque', The Lady of May, ter gelegenheid van het bezoek van de koningin aan Leicester House. In hetzelfde jaar verliet hij het hof na een ruzie met de graaf van Oxford en ging bij zijn zuster Mary wonen waar hij zijn Arcadia schreef. Hij onderhield contact met de historicus Justus Lipsius.
In 1582 werd hij geridderd en trouwde hij met Frances Walsingham. In 1585 kwam Sidney in het gevolg van zijn oom, de graaf van Leicester, naar de Nederlanden. Hij werd gouverneur van Vlissingen en was betrokken bij de strijd tegen de Spanjaarden in Axel.

## Levenseinde

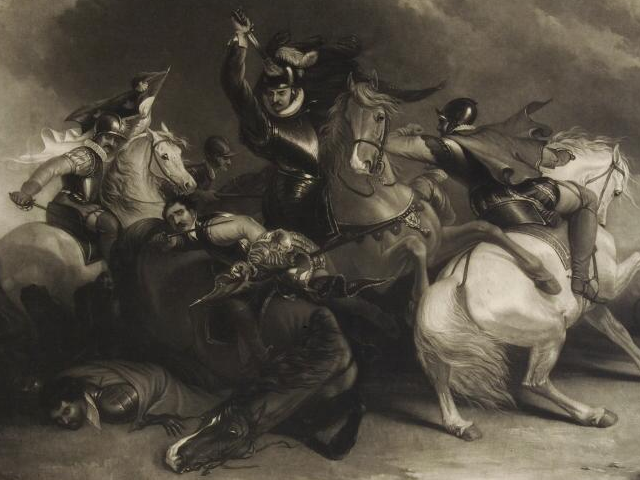
Sir Philip Sidney raakt bij Warnsveld dodelijk gewond.

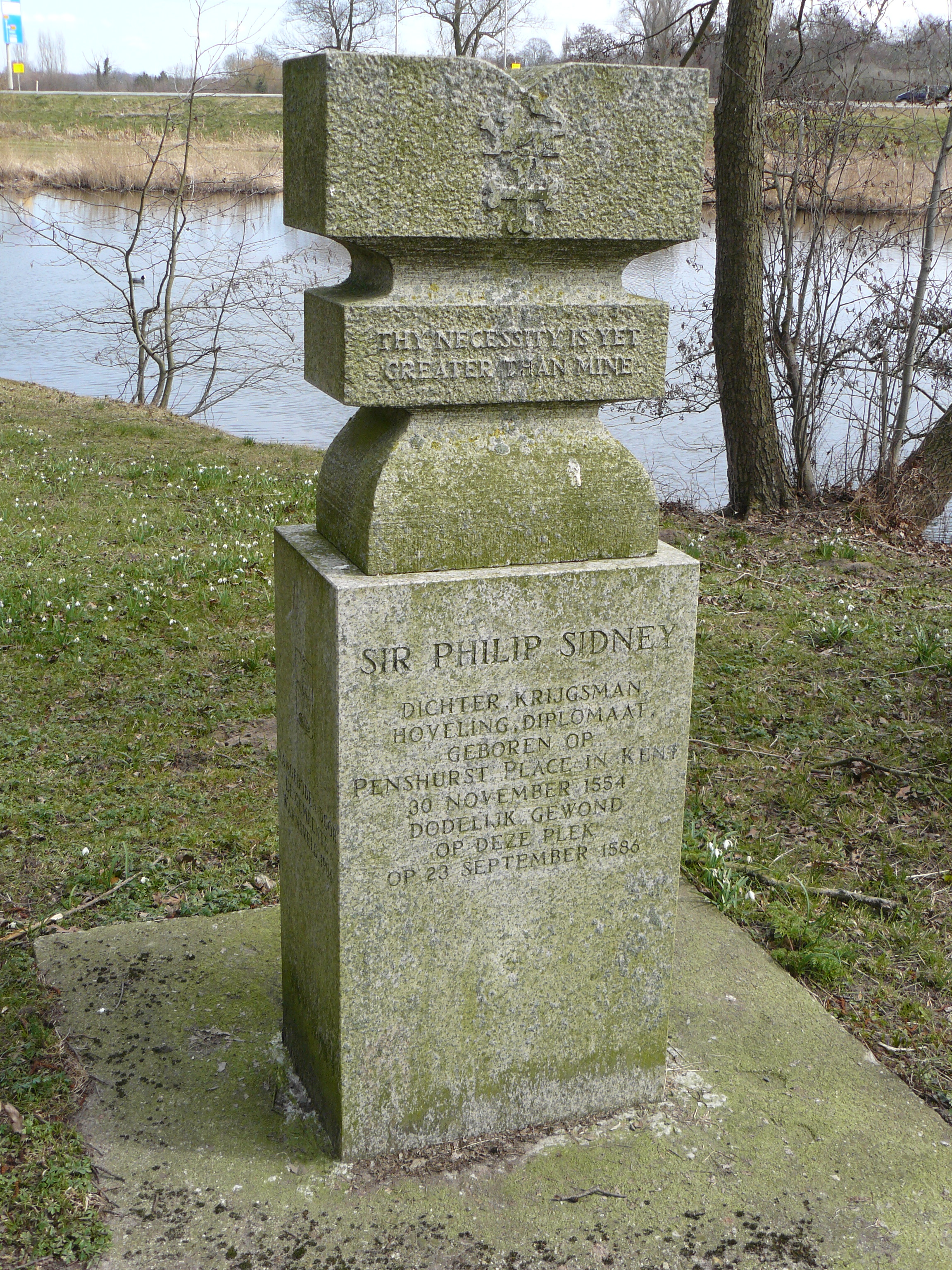
Gedenkteken voor Sir Philip Sidney op de plek waar hij dodelijk verwond werd

In 1586 overleed hij in Arnhem aan de gevolgen van de verwondingen die hij had opgelopen in de Slag bij Zutphen. Hij werd 32 jaar oud. De koningin zei een jaar later dat zij het leven van Sir Philip Sidney "terug zou willen kopen met vele miljoenen".
Treurdichten op zijn dood werden geschreven door Edmund Spenser en Michael Drayton. In An Apology for Poetry of Defense of Poesie (gepubliceerd in 1595) verdedigde hij het primaat van de dichtkunst.
In 1913 werd in Zutphen het gedenkteken voor Sir Philip Sidney onthuld, een standbeeld van Gustaaf van Kalken. Het staat aan de Coehoornsingel, in een park dat tot dan toe bekendstond als het Engelsche Kerkhof. Hier waren in de strenge winter van 1795 Engelse en Hannoveraanse soldaten begraven die omkwamen terwijl ze zich terugtrokken voor de oprukkende Franse troepen. Enkele jaren later werd in Zutphen een straat naar hem vernoemd. De plaats waar hij door een Spaanse musketkogel dodelijk getroffen werd, ligt bij de ingang van een wandelpad aan de Warnsveldseweg, ten zuidoosten van de huidige rooms-katholieke begraafplaats. Hier staat een klein gedenkteken, gemaakt door Willem Berkhemer.
Op 17 oktober 2011, exact 425 jaar na zijn overlijden, kreeg Sir Philip Sidney een gedenksteen in Arnhem. Voor het huis aan de Bakkerstraat 68 is een stenen strip aangebracht met de tekst "In dit huis overleed op 17 oktober 1586 SIR PHILIP SIDNEY Engels dichter, diplomaat en krijgsman, aan zijn verwondingen opgelopen in de slag bij Zutphen. Hij gaf zijn leven voor onze vrijheid". Bij de onthulling was Philip Sidney aanwezig, de viscount de L'Isle en een nakomeling van de broer van Sir Philip Sidney.

## Werken
- The Lady of May (1578), verhandeling ter gelegenheid van het bezoek van de koningin
- Defense of Poetry (rond 1581), een boek waarin hij de poëtische verbeelding als schepper van een wereld ziet die de reële wereld overstijgt
- Astrophel en Stella (1582), een verzameling van sonnetten ter ere van Penelope Devereux, dochter van Walter Devereux, 1e graaf van Essex. Deze collectie wordt beschouwd als een belangrijk werk van de Engelse literatuur. Het doet denken aan Petrarca, maar dan met meer sentiment. De auteur geeft ook uitdrukking aan de rebellie van de dichter en de minnaar tegen de conventies van Petrarca.
- Arcadia (1593), pastorale roman, geïnspireerd door de Aminta van Le Tasse